# Hemel en aarde
Hemel en aarde ("Céu e Terra") foi a canção que representou os Países Baixos no Festival Eurovisão da Canção 1998 que se disputou em Birmingham, no Reino Unido, em 9 de maio desse ano.
A referida canção foi interpretada em neerlandês por Edsilia. Foi a décima-oitava canção a ser interpretada na noite do festival, a seguir à canção de Chipre "Yenesis", cantada por Michalis Hatzigiannis e antes da canção da Suécia "Kärleken är", interpretada por Jill Johnson. Terminou a competição em quarto lugar, tendo recebido um total de 150 pontos. Foi a melhor classificação obtida por uma canção dos Países Baixos desde 1975. No ano seguinte, em 1999, os Países Baixos foram representados por Marlayne que interpretou a canção One Good Reason".

## Autores
- Letrista: Eric van Tijn, Jochem Fluitsma
- Compositor: Eric van Tijn, Jochem Fluitsma
- Orquestrador: Dick Bakker

## Letra
A canção é uma balada de ritmo moderado para cima, com Edsilia descrevendo os seus sentimentos ao descobrir o amor em que era aparentemente um lugar inesperado. Ela diz a seu amante que "o céu e a terra estão-se abrindo / Quando você me tocar", bem como cantar, que ela "nunca quis acreditar" que tal coisa era possível.

## Outras versões
Edsilia gravou também uma versão em inglês desta canção, bem como vários remixs.
A canção também teve uma versão cover de Ruth Jacott.
- "Walking on water" (em inglês)
- remix (neerlandês)
- versão alternativa (em inglês)
- dance mix (em inglês)
- NY remix (em inglês)

## Curiosidade
Dick Bakker foi o último orquestrador neerlandês no Festival Eurovisão da Canção depois de acabar a orquestra no ano seguinte.